# Tiếng Mari
Tiếng Mari (Mari: марий йылме, marii jõlme; tiếng Nga: марийский язык, marijskij jazyk), được nói bởi khoảng 400.000 người, thuộc ngữ hệ Ural. Nó được nói chủ yếu ở Cộng hòa Mari El (tiếng Mari: Марий Эл, Marii El, tức là 'vùng đất Mari') thuộc Liên bang Nga cũng như ở khu vực dọc theo lưu vực sông Vyatka và về phía đông đến dãy Ural. Những người nói tiếng Mari, được gọi là người Mari, cũng được tìm thấy ở các vùng Tatarstan, Bashkortostan, Udmurtia và Perm.
Tiếng Mari là ngôn ngữ danh nghĩa và chính thức của Cộng hòa Mari, cùng với tiếng Nga.
Tiếng Mari ngày nay có hai dạng chuẩn: Mari Hill và Mari Meadow. Tiếng Mari đồng cỏ chiếm ưu thế và kéo dài từ cụm Mari đồng cỏ đến Mari Đông từ Cộng hòa vào các phương ngữ Ural của Bashkortostan, Sverdlovsk và Udmurtia), trong khi trước đây, tiếng Mari đồi núi gắn kết mạnh mẽ hơn với phương ngữ Tây Bắc (nói ở Nizhny Novgorod và các khu vực của tỉnh Kirov). Cả hai dạng ngôn ngữ đều sử dụng các phiên bản sửa đổi của chữ Kirin. Đối với người phi bản ngữ, tiếng Mari Hill hay Mari Tây, có thể được nhận ra bằng cách sử dụng các chữ cái đặc biệt "ӓ" và "ӹ" ngoài các chữ cái chung "ӱ" và "ӧ", trong khi Mari Đông hay Mari Meadow sử dụng một chữ cái đặc biệt "ҥ".
Việc sử dụng hai "biến thể", trái ngược với hai "ngôn ngữ", đã được tranh luận: người Mari nhận ra sự thống nhất của nhóm dân tộc, và hai dạng tiếng này rất mật thiết với nhau, nhưng đủ khác biệt để gây ra một số trở ngại trong giao tiếp.

## Ngoại danh và nội danh
Ngôn ngữ và con người Mari được biết đến với cái tên "Cheremis" (tiếng Nga: черемисы, черемисский язык, cheremisy, cheremisskiy yazyk). Trong các văn bản thời trung cổ, các dạng biến thể Sarmys và Tsarmys cũng được tìm thấy, cũng như tiếng Tatar: Чирмеш, đã Latinh hoá: Çirmeş; và tiếng Chuvash: Ҫармӑс, Śarmăs trước Cách mạng Nga. Thuật ngữ Mari xuất phát từ tên tự gọi của người Mari марий autonym  (mari), được cho là đã được mượn từ thuật ngữ Ấn-Arya *maryá- 'man', nghĩa đen là 'phàm nhân, một người phi bất tử' (< PIE * mer- 'chết').

## Phương ngữ

Bốn phương ngữ tiếng Mari.
Mari Hill
Mari Tây Bắc
Mari Meadow
Mari Đông

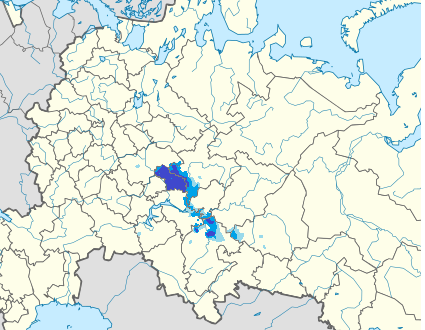
Tiếng Mari

Sự phân chia chính là giữa các phương ngữ Mari miền Tây và miền Đông. Theo nhà ngôn ngữ học Liên Xô, Kovedyaeva (1976: 9-15, 1993: 163-164), "liên ngữ" Mari được chia thành bốn phương ngữ chính:
- Mari đồi núi, được nói chủ yếu ở bờ trên bên phải của sông Volga xung quanh Kozmodemyansk (do đó có tên này), nhưng cũng ở bờ trái và ở cửa sông Vetluga.
- Mari Tây Bắc
- Mari đồng cỏ, được nói ở bờ trái Volga trên đồng bằng trung tâm và phía đông ("đồng cỏ") của Mari El xung quanh thủ đô của nước cộng hòa, Yoshkar-Ola.
- Mari Đông nằm rải rác ở phía đông Mari El từ sông Vyatka qua sông Kama đến sông Ufa.

Mỗi phương ngữ chính được chia thành các phân nhóm địa phương nhỏ hơn. Chỉ Mari Hill và Meadow có các dạng tiêu chuẩn được viết bằng văn học riêng, dựa trên các phương ngữ của Kozmodemyansk và Yoshkar-Ola.
Mari Đông và đồng cỏ thường được hợp nhất thành một siêu phương ngữ Meadow-Đông. Mari Tây Bắc là dạng chuyển tiếp giữa phương ngữ Hill và Meadow; âm vị học và hình thái học của nó gần với Mari Hill hơn.

## Chữ viết
Tiếng Mari chủ yếu được viết bằng chữ Kirin.